# Kyllikki
Kyllikki (subtitulado Tres Piezas Líricas para Piano), Op. 41, es una composición escrita para piano por Jean Sibelius en 1904. Aunque el título está tomado del Kalevala, la pieza de Sibelius no tiene base programática en la epopeya nacional.

## Movimientos
La obra consta de tres movimientos:
1. Largamente – Allegro
2. Andantino
3. Commodo

La obra tiene una duración de 12 minutos.